# استان ساموت پراکان
استان ساموت پراکان (به لاتین: Samut Prakan Province) یک منطقهٔ مسکونی در تایلند است. استان ساموت پراکان ۱٬۰۰۴ کیلومتر مربع مساحت و ۱٬۳۴۴٬۸۷۵ نفر جمعیت دارد.